# Juliusz Kania

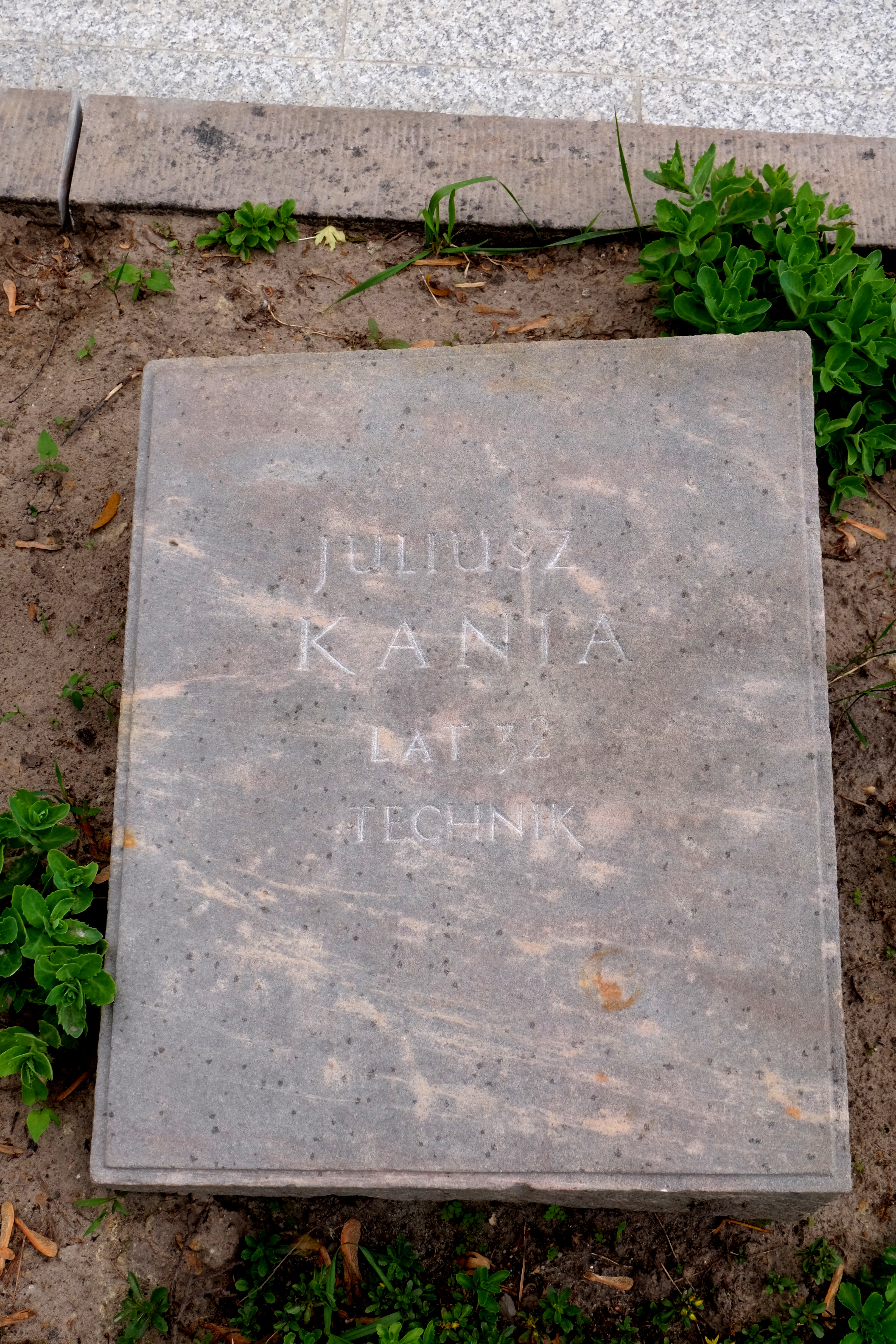
Grób Juliusza Kani na cmentarzu Wojskowym na Powązkach w Warszawie

Juliusz Kania, ps. Julek, Antek (ur. 21 lutego 1910 w Stawiszczach, zm. 16 października 1942 w Warszawie) – działacz KPP i PPR, oficer GL.

## Życiorys
Syn inżyniera rolnika Michała i Anny ze Skarżyńskich. W 1929 ukończył Techniczną Szkołę Kolejową w Brześciu i podjął pracę w łomżyńskim Powiatowym Wydziale Drogowym. 1931–1932 odbywał służbę wojskową w szkole podchorążych w Cieszynie, otrzymując stopień starszego strzelca podchorążego. W Warszawie zaprzyjaźnił się ze studentem Witoldem Trylskim i pod jego wpływem wstąpił do KPP. Pracownik komórki technicznej Wydziału Lewicy Związkowej KC KPP i agitator młodzieżowy. Od 1933 kreślarz w fabryce Skody – późniejszych Państwowych Zakładach Lotniczych, zdał eksternistycznie maturę. Uczestnik kampanii wrześniowej. Na przełomie 1939/1940 związał się z konspiracyjnymi organizacjami komunistycznymi, a na początku 1942 wstąpił do PPR i rozpoczął pracę w jej Centralnej Technice. Zorganizował drukarnię w swoim mieszkaniu, gdzie złożono kilka pierwszych drukowanych numerów pisma PPR „Trybuny Wolności”. Latem 1942 został mianowany dowódcą GL Okręgu Warszawa, prowadząc szkolenia i prace organizacyjne. 29 września 1942 został aresztowany wraz z siostrą przez gestapo i po brutalnym śledztwie powieszony w publicznej egzekucji wśród 50 ofiar. Został pochowany na cmentarzu Wojskowym na Powązkach (kwatera C6-2-3). 11 października 1946 uchwałą Prezydium KRN został odznaczony Orderem Krzyża Grunwaldu III klasy.